# Stênio Júnior
Stênio Marcos da Fonseca Salazar Júnior (Fortaleza, Brasil, 10 de junio de 1991), más conocido como Stênio Júnior o simplemente como "Júnior", es un futbolista brasileño que juega de delantero para el Rayong FC de la Thai League 1.

## Trayectoria
Júnior comenzó su carrera profesional en el club Horizonte FC, del Campeonato Cearense, donde había formado parte de la cantera, a los 20 años. Estuvo en el club brasileño toda la temporada 2012 y hasta enero de 2013, ya que Hristo Stoichkov, entrenador del club búlgaro Litex Lovech, lo quiso en sus filas tras deshacerse del albanés Edon Hasani.
Júnior es cedido en la Temporada 2013/14 al club macedonio del FK Pelister. Con el equipo de Bitola acabaría jugando 16 partidos y marcando 7 goles, 4 de ellos en un solo partido.
La temporada siguiente es fichado por el club, también macedonio, KF Shkëndija. Hizo su debut, saliendo desde el banquillo, el 2 de marzo de 2014, en la victoria por 3 a 0 contra el Makedonija GP. Formaría parte del KF Shkëndija durante siete temporadas en las que logró levantar dos Prva Liga y una vez el trofeo de Copa del país macedonio. Durante todo ese tiempo no sólo fue considerado una estrella de la Liga en la prensa especializada local, sino también en la extranjera.
En enero de 2020 fichó por el Riga FC de la Virslīga, liga más importante de Letonia.
Un año después ficha por el FK Partizani Tirana de la Kategoria Superiore albanesa, liga más importe del país.

## Estadísticas
Actualizado al último partido disputado el 21 de enero de 2021.
| Horizonte F. C. · Brasil            | 1.ª           | 2012          | 5   | 1  | 21 | 6 | 1  | 0 | -  | - | 27  | 7  |  |  |  |
| Horizonte F. C. · Brasil            | 1.ª           | 2013          | 0   | 0  | 3  | 0 | 0  | 0 | -  | - | 3   | 0  |  |  |  |
| Horizonte F. C. · Brasil            | Total club    | Total club    | 5   | 1  | 24 | 6 | 1  | 0 | 0  | 0 | 30  | 7  |  |  |  |
| P. F. C. Litex Lovech Bulgaria      | 1.ª           | 2012-13       | 15  | 1  | -  | - | 1  | 0 | -  | - | 16  | 1  |  |  |  |
| P. F. C. Litex Lovech Bulgaria      | Total club    | Total club    | 15  | 1  | 0  | 0 | 1  | 0 | 0  | 0 | 16  | 1  |  |  |  |
| F. K. Pelister Macedonia del Norte  | 1.ª           | 2013-14       | 16  | 7  | -  | - | 1  | 0 | -  | - | 17  | 7  |  |  |  |
| F. K. Pelister Macedonia del Norte  | Total club    | Total club    | 16  | 7  | 0  | 0 | 1  | 0 | 0  | 0 | 17  | 7  |  |  |  |
| K. F. Shkëndija Macedonia del Norte | 1.ª           | 2013-14       | 11  | 6  | -  | - | 0  | 0 | -  | - | 11  | 6  |  |  |  |
| K. F. Shkëndija Macedonia del Norte | 1.ª           | 2014-15       | 27  | 4  | -  | - | 0  | 0 | 2  | 0 | 29  | 4  |  |  |  |
| K. F. Shkëndija Macedonia del Norte | 1.ª           | 2015-16       | 30  | 5  | -  | - | 4  | 3 | 2  | 0 | 36  | 8  |  |  |  |
| K. F. Shkëndija Macedonia del Norte | 1.ª           | 2016-17       | 30  | 6  | -  | - | 5  | 1 | 8  | 2 | 43  | 9  |  |  |  |
| K. F. Shkëndija Macedonia del Norte | 1.ª           | 2017-18       | 32  | 11 | -  | - | 5  | 0 | 4  | 2 | 41  | 13 |  |  |  |
| K. F. Shkëndija Macedonia del Norte | 1.ª           | 2018-19       | 23  | 4  | -  | - | 0  | 0 | 8  | 1 | 31  | 5  |  |  |  |
| K. F. Shkëndija Macedonia del Norte | 1.ª           | 2019-20       | 17  | 4  | -  | - | 1  | 1 | 2  | 0 | 20  | 5  |  |  |  |
| K. F. Shkëndija Macedonia del Norte | Total club    | Total club    | 170 | 40 | 0  | 0 | 15 | 5 | 26 | 5 | 211 | 50 |  |  |  |
| Riga F. C. Letonia                  | 1.ª           | 2020          | 11  | 2  | -  | - | 0  | 0 | 1  | 0 | 12  | 2  |  |  |  |
| Riga F. C. Letonia                  | Total club    | Total club    | 11  | 2  | 0  | 0 | 0  | 0 | 1  | 0 | 12  | 2  |  |  |  |
| FK Partizani Tirana · Albania       | 1.ª           | 2021          | 2   | 0  | -  | - | 0  | 0 | -  | - | 2   | 0  |  |  |  |
| FK Partizani Tirana · Albania       | Total club    | Total club    | 2   | 0  | 0  | 0 | 0  | 0 | -  | - | 2   | 0  |  |  |  |
| Total carrera                       | Total carrera | Total carrera | 219 | 51 | 24 | 6 | 18 | 5 | 27 | 5 | 290 | 67 |  |  |  |
|                                     |               |               |     |    |    |   |    |   |    |   |     |    |  |  |  |

## Palmarés

### Campeonatos nacionales
| Competición                             | Equipo          | País                | Año  |
| --------------------------------------- | --------------- | ------------------- | ---- |
| Copa de Macedonia del Norte             | K. F. Shkëndija | Macedonia del Norte | 2016 |
| Primera División de Macedonia del Norte | K. F. Shkëndija | Macedonia del Norte | 2018 |
| Primera División de Macedonia del Norte | K. F. Shkëndija | Macedonia del Norte | 2019 |